# 森下駅 (愛知県)
森下駅（もりしたえき）は、愛知県名古屋市東区徳川にある名古屋鉄道瀬戸線の駅である。駅番号はST05。
森下という駅名は、駅南側の森下町という旧町名に由来する。旧森下町は、片山八幡神社から森下駅に向かって坂を下った辺り、現在の徳川二丁目19番 - 22番辺りに該当する。

## 歴史
森下駅は、大曽根交差点の南側に位置するが、そこは、もともと善光寺道（現国道19号線）、瀬戸街道（愛知県道61号名古屋瀬戸線：現OZモール）、木曽街道（犬山街道）（旧国道41号線）の分岐点である大曽根の中心で、駅の北西には歓楽街が広がり、映画館や銀行なども立ち並んでいた。そのため、森下駅は乗降客が多く、平面交差する市電（高岳線）の乗換駅であったこともあり、準急が停車する駅でもあった。
しかし、1971年（昭和41年）に新しく開通した名古屋市営地下鉄名城線の大曽根駅が東大曽根交差点付近に設置され、その後市電が廃止、さらに国鉄（現JR東海中央本線）大曽根駅北口東側にバスターミナルが開設されるにつれ、大曽根の中心は大曽根交差点付近から東大曽根交差点付近に移っていった。その結果、森下駅は次第に乗降客が減少することとなった。
当駅はその後無人化され、栄（栄町駅）乗り入れ開始と共に普通のみが停車する駅となり、1990年には高架駅化されている。

### 年表
- 1915年（大正4年）6月16日 - 開業。当時は名古屋市に編入前の西春日井郡六郷村であった。
- 1956年（昭和31年）10月12日 - 駅舎改築[1]。
- 1971年（昭和46年）10月1日 - 無人化[2]
- 1989年（平成元年）12月10日 - 上り線が高架化[3]。
- 1990年（平成2年）9月30日 - 下り線が高架化[4][5]。
- 2006年（平成18年）
  - 9月19日 - 無人化[4]。駅集中管理システム導入。
  - 12月16日 - トランパス対応開始。
- 2011年（平成23年）2月11日 - ICカード乗車券「manaca」供用開始。
- 2012年（平成24年）2月29日 - トランパス供用終了。

## 駅構造
相対式ホーム2面2線の高架駅。現在は駅集中管理システムが導入されている（管理駅は大曽根駅）。エレベーターやエスカレーターは設置されていない。
大曽根方に片渡り線があり、尾張瀬戸方から来た列車が上りホームで折り返すことができる構造となっている（通常は使用されない）。
| 番線 | 路線      | 方向 | 行先         |
| ---- | --------- | ---- | ------------ |
| 1    | ST 瀬戸線 | 下り | 尾張瀬戸方面 |
| 2    | ST 瀬戸線 | 上り | 栄町ゆき     |

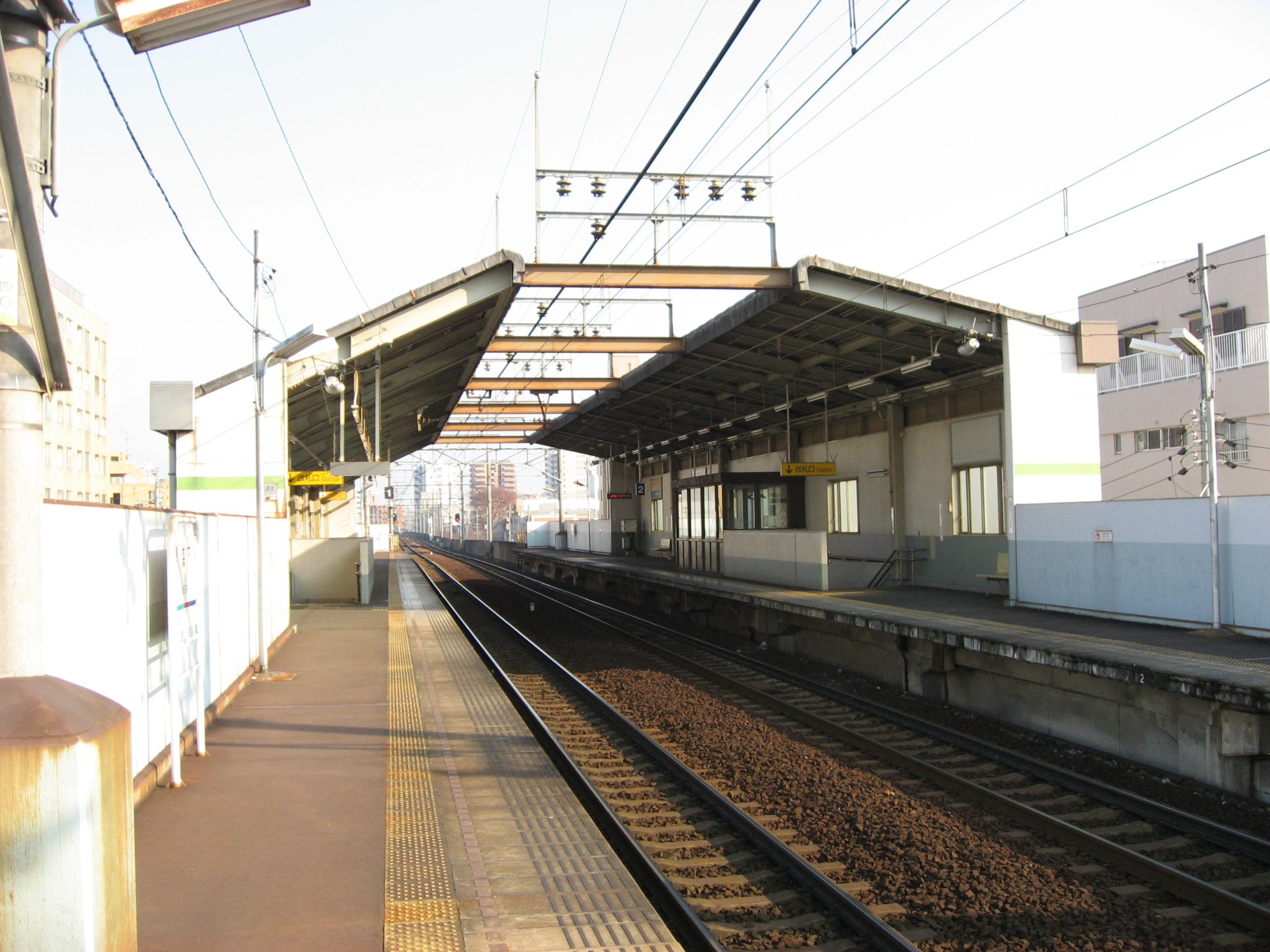
ホーム
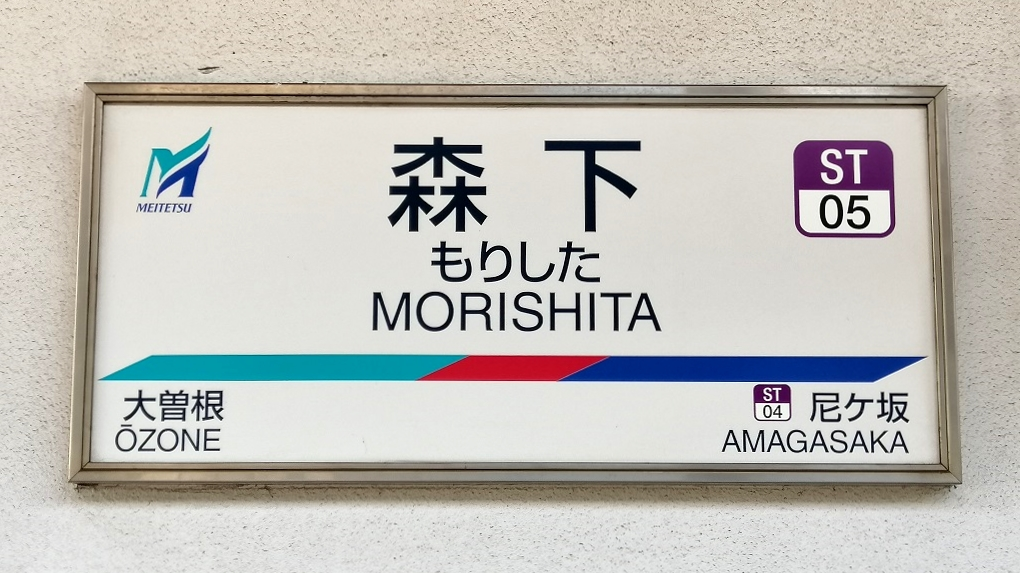
駅名標

### 配線図
| ← 大曽根・ 尾張瀬戸方面 | \| \| \| \| \| \| \| \| \| \| \| \| \| \| \| \| \| \| \| \| \| \| \| \| \| \| \| \| \| \| \| \| \| \| \| \| \| \| \| \| | → 栄町方面 |        |
| 凡例 出典:              | |            |        |
|                         | |            | 0D22-2 |
| sensd                   | voie | bifbg      | sensd  |
| sensg                   | bifhd | voie       | sensg  |
|                         | |            |        |

## 駅周辺
- 徳川園
- 徳川美術館
- マックスバリュ徳川明倫店
- OZモール（大曽根商店街）
- 鈴蘭南座
- 片山八幡神社
- 瀬戸信用金庫大曽根支店
- 名古屋銀行大曽根支店
- あいち銀行大曽根中央支店・上飯田支店
- 大垣共立銀行大曽根支店
- 国道19号（下街道）

## 最寄のバス停
最寄のバス停は、森下駅、芳野三丁目、西大曽根（名古屋市交通局・名古屋市営バス）。
過去には駅南側に名鉄バスの森下バス停、駅北側の大曽根交差点の北に名鉄バスの大曽根タナカヤ前、東に名鉄バスの大曽根とJR東海バスの大曽根町バス停があり、名鉄バスセンター・名古屋駅から小牧・犬山・春日井・瀬戸方面へのバスが行き交っていたが、名古屋市営地下鉄上飯田線や名古屋ガイドウェイバスガイドウェイバス志段味線（ゆとりーとライン）の開業などもあり、既に廃止されている。

## 利用状況
- 「移動等円滑化取組報告書」によれば、2020年度の1日平均乗降人員は2,429人である[8]。
- 『名鉄120年：近20年のあゆみ』によると2013年度当時の1日平均乗降人員は2,590人であり、この値は名鉄全駅（275駅）中162位、瀬戸線（20駅）中16位であった[9]。
- 『名古屋鉄道百年史』によると1992年度当時の1日平均乗降人員は1,999人であり、この値は岐阜市内線均一運賃区間内各駅（岐阜市内線・田神線・美濃町線徹明町駅 - 琴塚駅間）を除く名鉄全駅（342駅）中171位、瀬戸線（19駅）中17位であった[10]。
- 名古屋市統計年鑑によると、当駅の一日平均乗車人員は、以下の通り推移している。
  - 2005年度 1,002人
  - 2006年度 1,043人
  - 2007年度 1,066人
  - 2008年度 1,105人
  - 2009年度 1,102人

## 隣の駅
名古屋鉄道
ST 瀬戸線
■急行・■準急
通過
■普通
尼ヶ坂駅（ST04） - 森下駅（ST05） - 大曽根駅（ST06）
- 1956年までは隣の尼ヶ坂駅との間に社宮祠駅が、大曽根駅との間に駅前駅が存在した。